# Prochilodus costatus
Prochilodus costatus is een straalvinnige vissensoort uit de familie van de nachtzalmen (Prochilodontidae). De wetenschappelijke naam van de soort werd in 1850 gepubliceerd door Achille Valenciennes.

## Synoniemen
- Prochilodus affinis Lütken, 1875[3]